# Carsen Edwards
Carsen Cade Edwards (Houston, 12 marzo 1998) è un cestista statunitense.

## Carriera
Dopo essersi dichiarato eleggibile per il Draft NBA 2019, viene selezionato come 33ª scelta assoluta dai Philadelphia 76ers ma è girato subito dopo ai Boston Celtics.
L’11 luglio 2025, a sorpresa, la Virtus Bologna ufficializza Carsen Edwards che firma un contratto di anno.

## Statistiche

### College
| Anno      | Squadra             | PG  | PT | MP   | TC%  | 3P%  | TL%  | RP  | AP  | PRP | SP  | PP   |
| --------- | ------------------- | --- | -- | ---- | ---- | ---- | ---- | --- | --- | --- | --- | ---- |
| 2016-2017 | Purdue Boilermakers | 35  | 21 | 23,2 | 38,2 | 34,0 | 74,3 | 2,6 | 1,8 | 1,0 | 0,1 | 10,3 |
| 2017-2018 | Purdue Boilermakers | 37  | 37 | 29,5 | 45,8 | 40,6 | 82,4 | 3,8 | 2,8 | 1,1 | 0,2 | 18,5 |
| 2018-2019 | Purdue Boilermakers | 36  | 36 | 35,4 | 39,3 | 35,5 | 83,7 | 3,6 | 2,9 | 1,3 | 0,3 | 24,3 |
| Carriera  | Carriera            | 108 | 94 | 29,4 | 41,2 | 36,8 | 81,7 | 3,4 | 2,5 | 1,2 | 0,2 | 17,8 |

### NBA

#### Regular Season
| Anno      | Squadra         | PG | PT | MP   | TC%  | 3P%  | TL%  | RP  | AP  | PRP | SP  | PP  |
| --------- | --------------- | -- | -- | ---- | ---- | ---- | ---- | --- | --- | --- | --- | --- |
| 2019-2020 | Boston Celtics  | 37 | 0  | 9,5  | 32,8 | 31,6 | 68,4 | 1,3 | 0,6 | 0,3 | 0,1 | 3,3 |
| 2020-2021 | Boston Celtics  | 31 | 1  | 8,5  | 42,3 | 28,6 | 84,6 | 0,5 | 0,5 | 0,2 | 0,0 | 4,0 |
| 2021-2022 | Detroit Pistons | 4  | 0  | 19,8 | 30,0 | 25,0 | 100  | 1,5 | 3,5 | 0,5 | 0,0 | 5,8 |
| Carriera  | Carriera        | 72 | 1  | 9,8  | 36,4 | 29,7 | 75,8 | 1,1 | 0,7 | 0,3 | 0,1 | 3,7 |

#### Play-off
| Anno     | Squadra        | PG | PT | MP  | TC%  | 3P%  | TL% | RP  | AP  | PRP | SP  | PP  |
| -------- | -------------- | -- | -- | --- | ---- | ---- | --- | --- | --- | --- | --- | --- |
| 2020     | Boston Celtics | 1  | 0  | 3,0 | 0,0  | 0,0  | 0,0 | 1,0 | 0,0 | 0,0 | 0,0 | 0,0 |
| 2021     | Boston Celtics | 2  | 0  | 2,5 | 66,7 | 50,0 | 0,0 | 0,5 | 0,0 | 0,0 | 0,0 | 2,5 |
| Carriera | Carriera       | 3  | 0  | 2,7 | 66,7 | 50,0 | 0,0 | 0,7 | 0,0 | 0,0 | 0,0 | 1,7 |

### G League
| Anno      | Squadra         | PG | PT | MP   | TC%  | 3P%  | TL%  | RP  | AP  | PRP | SP  | PP   |
| --------- | --------------- | -- | -- | ---- | ---- | ---- | ---- | --- | --- | --- | --- | ---- |
| 2019-2020 | Maine Red Claws | 13 | 13 | 34,3 | 43,3 | 27,7 | 74,2 | 5,2 | 3,3 | 1,8 | 0,2 | 22,2 |
| 2021-2022 | S.L.C. Stars    | 44 | 37 | 34,3 | 45,0 | 37,1 | 81,6 | 2,9 | 4,1 | 1,3 | 0,3 | 23,4 |
| Carriera  | Carriera        | 57 | 50 | 34,3 | 44,6 | 34,8 | 79,9 | 3,4 | 3,9 | 1,4 | 0,3 | 23,1 |

### Eurolega
| Anno      | Squadra       | PG  | PT | MP   | TC%  | 3P%  | TL%  | RP  | AP  | PRP | SP  | PP   |
| --------- | ------------- | --- | -- | ---- | ---- | ---- | ---- | --- | --- | --- | --- | ---- |
| 2022-2023 | Fenerbahçe    | 34  | 2  | 15,4 | 39,8 | 34,2 | 86,4 | 1,3 | 1,1 | 0,6 | 0,1 | 8,0  |
| 2023-2024 | Bayern Monaco | 34  | 30 | 22,8 | 38,8 | 32,6 | 91,4 | 1,7 | 1,8 | 0,9 | 0,1 | 11,5 |
| 2024-2025 | Bayern Monaco | 35  | 31 | 28,8 | 44,7 | 35,6 | 91,0 | 2,3 | 3,3 | 1,0 | 0,1 | 20,4 |
| Carriera  | Carriera      | 103 | 63 | 22,4 | 41,9 | 34,4 | 90,2 | 1,8 | 2,1 | 0,8 | 0,1 | 13,3 |

## Palmarès

### Squadra
- Campionato tedesco: 2

Bayern Monaco: 2023-2024, 2024-2025
- Coppa di Germania: 1

Bayern Monaco: 2023-2024

### Individuale
- Jerry West Award (2018)
- Basketball-Bundesliga MVP finali: 1

Bayern Monaco: 2023-2024